# Суська Дача
Су́ська Да́ча — заповідне урочище (лісове) в Україні. Розташоване в межах Костопільського району Рівненської області, на території Деражненської сільської ради. 
Площа 227 га. Створене рішенням Рівненського облвиконкому №343 від 22.11.1983 року. Землекористувач — ДП «Клеванський лісгосп» (Суське лісництво, кв. 26, 27). 
Статус присвоєно для збереження ділянки лісу та низинних боліт з наявністю рідкісних рослин. Тут зростає сосна звичайна у свіжих та вологих судібровах. Вік насаджень становить від 40 до 85 років. Супутниками сосни є дуб, береза, граб. У підрості трапляються дуб звичайний та граб звичайний заввишки 8-14 м, у підліску — ліщина заввишки 9-15 м. Вік деревостану від 40 до 88 років. У трав'яному покриві переважає конвалія звичайна.